# Planta de Tratamiento de Agua Potable de Huachipa
La Planta de Tratamiento de Agua-Huachipa situada en la margen derecha del río Rímac del distrito de Lurigancho-Chosica, abastece de agua potable la ciudad de Lima, desde su creación en el año 2011. 

## Historia
Fue adjudicada, construida e inaugurada el 8 de julio de 2011 durante el segundo mandato del presidente Alan García para abastecer con 5 metro cúbico/s de agua potable, ocho distritos de Lima (Lurigancho-Chosica, San Juan de Lurigancho, Comas, Carabayllo, Los Olivos, Puente Piedra, San Martín de Porres y el Callao).
Esta infraestructura cuenta con dos reservorios de agua cruda de 9,000 metros cúbicos cada uno, y un reservorio de agua tratada de 77 mil trescientos metros cúbicos. Esta planta se convirtió en dicha fecha, en la obra de tratamiento de agua de mayor envergadura de América Latina y en la tercera planta de Lima.
En marzo del año 2017, la Contraloría General del Perú informó que la construcción de la Planta de Tratamiento de Agua Potable de Huachipa, a cargo del consorcio Huachipa integrado por la cuestionada empresa brasileña Camargo Correa y la francesa OTV con una inversión de 820 millones de soles, habría causado un perjuicio económico al país de 91 millones 858 mil soles. Según el informe de la entidad, se detectaron presuntas irregularidades en la suscripción del contrato, ejecución de las obras y en la etapa de operación y mantenimiento del proyecto “Lotes 1, 2 y 3 – Bocatoma, Planta de Tratamiento de Agua Potable de Huachipa y Ramal Norte”.
Al 2018, la planta de tratamiento se encuentra operando a un 20% de su capacidad nominal (1 m3/s de agua potable).